# Seenlandschaft zwischen Klocksin und Jabel
Seenlandschaft zwischen Klocksin und Jabel este o arie protejată (arie specială de conservare — SAC, sit de importanță comunitară — SCI) din Germania întinsă pe o suprafață de 2.455 ha, integral pe uscat.

## Localizare
Centrul sitului Seenlandschaft zwischen Klocksin und Jabel este situat la coordonatele 53°36′39″N 12°32′30″E / 53.6108°N 12.5417°E.

## Înființare
Situl Seenlandschaft zwischen Klocksin und Jabel a fost declarat sit de importanță comunitară în decembrie 1999 pentru a proteja 1 specie de plante și 7 specii de animale. Situl a fost protejat și ca arie specială de conservare în august 2016.

## Biodiversitate
Situată în ecoregiunea continentală, aria protejată conține 10 habitate naturale: Vegetație psamofilă uscată cu Calluna și Genista, Ape puternic oligomezotrofe cu vegetație bentonică cu Chara spp., Lacuri eutrofice naturale cu vegetație de tip Magnopotamion sau Hydrocharition, Lacuri și iazuri distrofice naturale, Formațiuni ierboase bogate în specii de Nardus, dezvoltate pe substraturi silicioase în zone montane (și în zone submontane, în Europa continentală), Mlaștini turboase de tranziție și turbării mișcătoare, Mlaștini calcaroase cu Cladium mariscus și specii de Caricion davallianae, Mlaștini alcaline, Păduri de fag Luzulo-Fagetum, Mlaștini împădurite.
La baza desemnării sitului se află mai multe specii protejate:
- plante (1): Apium repens
- amfibieni (2): buhai de baltă cu burta roșie (Bombina bombina), triton cu creastă (Triturus cristatus)
- mamifere (1): vidră de râu (Lutra lutra)
- nevertebrate (4): Anisus vorticulus, Osmoderma eremita, Vertigo angustior, Vertigo moulinsiana